# 2013년 UEFA 슈퍼컵
2013 UEFA 슈퍼컵(2013 UEFA Super Cup)은 2013년 8월 30일에 열린 38번째 UEFA 슈퍼컵 대회이다. 체코 프라하에 위치한 에덴 아레나에서 단판 승부 형식으로 진행되었으며 2012-13년 UEFA 챔피언스리그 우승 팀인 바이에른 뮌헨과 2012-13년 UEFA 유로파리그 우승 팀인 첼시가 맞붙었다.
1998년 대회부터 2012년 대회까지 15년 동안 모나코의 스타드 루이 II에서 열리던 슈퍼컵이 처음으로 체코 프라하에 위치한 에덴 아레나에서 개최되었다. 바이에른 뮌헨과 첼시가 전반전, 후반전, 연장전까지 2-2 동점을 기록하면서 승부차기를 통해 승부가 결정되었다. 바이에른 뮌헨이 첼시를 승부차기 5 – 4로 누르고 우승을 차지했다.

## 개최지 선정
유럽 축구 연맹(UEFA)은 2011년 6월 16일에 열린 집행위원회 회의에서 2013 UEFA 슈퍼컵 개최지를 체코 프라하에 위치한 에덴 아레나로 선정했다. 에덴 아레나는 SK 슬라비아 프라하의 홈 구장이기도 하다.

## 팀
| 팀            | 자격                             | 이전 참가        |
| ------------- | -------------------------------- | ---------------- |
| 바이에른 뮌헨 | 2012-13년 UEFA 챔피언스리그 우승 | 1975, 1976, 2001 |
| 첼시          | 2012-13년 UEFA 유로파리그 우승   | 1998, 2012       |

## 경기
| 바이에른 뮌헨                          | 2 – 2 (연장전) | 첼시                                          |
| -------------------------------------- | -------------- | --------------------------------------------- |
| 리베리 47′ · 마르티네스 120+1′         | Report         | 토레스 8′ · 아자르 93′                        |
| 승부차기                               |                |                                               |
| 알라바 · 크로스 · 람 · 리베리 · 샤키리 | 5 – 4          | 다비드 루이스 · 오스카 · 램파드 · 콜 · 루카쿠 |

| 바이에른 뮌헨 | 첼시 |

| GK                | 1  | 마누엘 노이어     |     |     |
| RB                | 13 | 하피냐            |     | 56′ |
| CB                | 17 | 제롬 보아텡       | 84′ |     |
| CB                | 4  | 단치              |     |     |
| LB                | 27 | 데이비드 알라바   |     |     |
| DM                | 21 | 필리프 람 (c)     |     |     |
| RM                | 10 | 아르연 로번       |     | 96′ |
| CM                | 25 | 토마스 뮐러       |     | 71′ |
| CM                | 39 | 토니 크루스       |     |     |
| LM                | 7  | 프랭크 리베리     | 23′ |     |
| CF                | 9  | 마리오 만주키치   |     |     |
| 교체 선수:        |    |                   |     |     |
| GK                | 22 | 톰 슈타르케       |     |     |
| DF                | 5  | 다니엘 판 바위턴  |     |     |
| DF                | 26 | 디에고 콘텐토     |     |     |
| MF                | 8  | 하비 마르티네스   |     | 56′ |
| MF                | 19 | 마리오 괴체       |     | 71′ |
| MF                | 11 | 제르단 샤키리     |     | 96′ |
| FW                | 14 | 클라우디오 피사로 |     |     |
| 감독:             |    |                   |     |     |
| 주제프 과르디올라 |    |                   |     |     |

| GK          | 1  | 페트르 체흐             |         |      |
| RB          | 2  | 브라니슬라프 이바노비치 | 120′    |      |
| CB          | 24 | 개리 케이힐             | 41′     |      |
| CB          | 4  | 다비드 루이스           | 66′     |      |
| LB          | 3  | 애슐리 콜               | 118′    |      |
| CM          | 7  | 하미레스                | 64′ 85′ |      |
| CM          | 8  | 프랭크 램파드 (c)       |         |      |
| RW          | 14 | 안드레 쉬를레           |         | 87′  |
| AM          | 11 | 오스카                  |         |      |
| LW          | 17 | 에당 아자르             |         | 113′ |
| CF          | 9  | 페르난도 토레스         | 90′     | 98′  |
| 교체 선수:  |    |                         |         |      |
| GK          | 23 | 마크 슈워처             |         |      |
| DF          | 26 | 존 테리                 |         | 113′ |
| DF          | 28 | 세사르 아스필리쿠에타   |         |      |
| MF          | 5  | 마이클 에시엔           |         |      |
| MF          | 12 | 존 오비 미켈            |         | 87′  |
| MF          | 10 | 후안 마타               |         |      |
| FW          | 18 | 로멜루 루카쿠           | 99′     | 98′  |
| 감독:       |    |                         |         |      |
| 주제 무리뉴 |    |                         |         |      |

| 경기 MVP: 프랭크 리베리 (바이에른 뮌헨) 부심: 마티아스 클라세니우스 (스웨덴) 다니엘 베른마르크 (스웨덴) 대기심: 스테판 비트베리 (스웨덴) 추가 부심: 스테판 요한네손 (스웨덴) 마르쿠스 스트룀베리손 (스웨덴) | 경기 규칙 - 90분 경기. - 연장전 30분. - 연장전 후 동점인 경우 승부차기. - 교체 명단에 7명의 선수. - 최대 3명의 선수 교체 출전 가능. |